# Gymnelopsis humilis
Gymnelopsis humilis és una espècie de peix de la família dels zoàrcids i de l'ordre dels perciformes que es troba al nord del Mar d'Okhotsk.
És un peix marí, de clima temperat i demersal que viu fins als 153 m de fondària. És inofensiu per als humans.